# 牧田川橋梁
牧田川橋梁（まきたがわきょうりょう）は、岐阜県養老郡養老町と岐阜県大垣市をむすぶ、牧田川・杭瀬川に架かる養老鉄道養老線の鉄道橋である。

## 概要
烏江駅と大外羽駅の間に架かる橋梁で、現在の橋梁は2代目である。
初代の牧田川橋梁は、1913年（大正2年）、（初代）養老鉄道が養老 - 大垣 - 池野間を開業した際に設置された、全長187.0mの上路プレートガーダー（一部下路ダブルワーレントラス）である。国鉄から払い下げられたものであり、設計は英国人建築技師ポーナル、1888年（明治21年）頃にイギリスのパテンシャフト社で製造された橋梁である。製造年から、元桁は東海道本線の橋梁と推測され、移設時に短縮改造されている。
牧田川橋梁は牧田川と杭瀬川が背割堤を挟んで並行する箇所に架かっている。川幅が狭く、洪水の原因となっていたため、牧田川と杭瀬川の川幅を拡張することになる。これに伴い、牧田川橋梁も改築となり、1997年（平成9年）10月4日、現在の牧田川橋梁（2代目）が完成する。全長407.5mのRC下路桁橋である。
初代の牧田川橋梁は撤去されたが、歴史的に貴重な橋梁として一部が切り取られ、烏江駅に保存されている。